# Ilinca Băcilă
Maria Ilinca Băcilă, född 17 augusti 1998 i Târgu Mureș, är en rumänsk sångerska och joddlerska. Hon representerade, tillsammans med Alex Florea, Rumänien i finalen av Eurovision Song Contest 2017 med låten "Yodel It!".